# Cal Rovira (Sagàs)
|  | No s'ha de confondre amb La Rovira (Sagàs). |

Cal Rovira o la Rovira de Baix és una masia del municipi de Sagàs (Berguedà) inclosa en l'Inventari del Patrimoni Arquitectònic de Catalunya. La Rovira està documentada des de la baixa edat mitjana com una de les propietats de la baronia de la Portella. D'aquesta casa fou fill Guillem de sa Rovira, abat del monestir de Sant Pere de la Portella (1338-1348), que morí víctima de la Pesta Negra l'any 1348. La masia es convertí en masoveria al segle xviii, quan els seus propietaris es traslladaren a la masia de la Rovira d'Olost. Al segle xx s'ha adaptat com a segona residència.
Masia d'estructura clàssica coberta a dos vessants i amb el carener perpendicular a la façana de llevant. Fou ampliada al segle xviii pel costat de ponent amb l'afegit d'un cos rectangular més alt i cobert a doble vessant. És un exemplar de masia amb poques obertures. Aquestes, que encara conserven les llindes, s'obren al mur de llevant i migdia. La porta està formada per un arc rebaixat fet amb tres dovelles de considerables dimensions. La planta baixa s'ha modificat, transformant les corts en sala.